# Clausena
Clausena es un género con 77 especies de plantas  perteneciente a la familia Rutaceae. 

## Especies seleccionadas
- Clausena abyssinica
- Clausena anisata
- Clausena anisum-olens
- Clausena austroindica
- Clausena excavata Burm.f. - huampit de Filipinas[1]